# Friedrich Aepinus
Friedrich Aepinus (geboren im 16. Jahrhundert in Hamburg; † 1608 vermutlich in Ratzeburg) war ein deutscher Kanzlei- und Kammersekretär.

## Leben und Wirken
Friedrich Aepinus war ein Sohn des Theologen Johannes Aepinus und dessen 1549 verstorbener Ehefrau, die vielleicht Gertrud Schmedes hieß. Ein Studium der Rechtswissenschaften 1553 an der Universität Wittenberg, im August 1554 als „Hamburgensis“ an der Universität Rostock und ab 1554/55 wieder in Wittenberg beendete er ohne die Doktorwürde. Ab 1575 arbeitete er für den Herzog Franz I. von Sachsen-Lauenburg und wirkte dort in einer dynastisch nicht sehr stabilen Zeit des Hauses auch als Kammer- und Kanzleisekretär. 1581 wurde er zum Präsidenten des Ratzeburger Stadtgerichts ernennt. Er schied 1591 aus der Politik.
Da Aepinus sein Studium titellos abgeschlossen hatte, konnte er in der Verwaltung nicht das höchste Amt des Kanzlers erreichen. Er wurde stattdessen Sekretär und erreichte in dieser Position im Herzogtum Sachsen-Lauenburg großen Einfluss in Politik und Gesetzgebung. Dabei half ihm, dass er sowohl Kammersekretär als auch Kanzleisekretär war. Als Kanzleisekretär diente er dem (ebenfalls aus Hamburg stammenden) Kanzler Hieronymus Schultze, als Kammersekretär direkt dem Herzog. Schultze stand gleichzeitig im Dienst von Herzog Adolf von Schleswig-Holstein-Gottorf in Schleswig. Dadurch konnte Aepinus bei Konflikten zwischen dem Kanzler und dem Herzog als beider Dienstherrn vermitteln.
Aepinus gehörte mit dem Finanzkollegium dem wichtigsten Gremium des verschuldeten Herzogtums an. Dadurch konnte er die wirtschaftliche Situation der Region einschätzen. Als Präsident des Stadtgerichts beschäftigte er sich mit Gerichts- und Rechtsangelegenheiten. Während der Regierungszeit von Herzog Franz II. von 1581 bis 1619 entwickelte er sich aufgrund seines Wissens über das Fürstentum zu einem renommierten Ratgeber des Herzogs. Er schrieb für Franz II. Gutachten, wie in der Kanzlei Stellen gestrichen werden könnten und beurteilte die grundsätzlichen Aufgaben der sogenannten Räte.
Besondere Bedeutung erlangte Aepinus im Bereich der Gesetzgebung. Er gestaltete eine ab 1582 angewandte Polizeiordnung der Stadt Ratzeburg und von 1585 bis 1590 eine ebensolche für Ratzeburg, die aber erst 1599 in Kraft trat. Seine größte Arbeit stellte der Entwurf einer Polizeiordnung für das Herzogtum Sachsen-Lauenburg dar. Dabei behandelte er nicht nur das Polizeirecht, sondern auch das Ehe-, Erbschaft- und Zivilrecht und das Prozesswesen. Der Herzog beurteilte die 1591 finalisierten Texte positiv, ohne sie jedoch jemals anzuwenden. Der Grund hierfür ist unklar.
Aepinus arbeitete äußerst detailliert und konkret. Seine Entwürfe glichen inhaltlich vielen Gesetzesentwürfen aus anderen Regionen.
Aepinus war verheiratet mit Heilwig von Brocken. Das Ehepaar hatte zehn Kinder, darunter den Sohn Franz. Er besuchte 1606 die Universität Rostock und arbeitete von 1617 bis 1639 als Pastor in Bargteheide.